# Asmate opipara
Asmate opipara là một loài bướm đêm trong họ Geometridae.